# Sonny Thoss
Joachim Gunther Thoss, detto Sonny (Port Moresby, 7 dicembre 1981), è un ex cestista filippino.

## Carriera
Con le Filippine ha disputato due edizioni dei Campionati asiatici (2009, 2015).